# Knut Westerbergs Repslageri
Knut Westerbergs Repslageri är ett svenskt repslageri grundat år 1889 av Knut Westerberg (1865–1953), ursprungligen under namnet Knut Westerberg Repslagare.
Företaget har sina lokaler i Norrköping där Sveriges numera enda kommersiella repslagarbana fortfarande är i drift. Knut Westerbergs Repslageri äger och marknadsför varumärket Swedish Rope.